# Ariel GOV 132
L'Ariel GOV 132 (escrit sovint tot junt, GOV132) fou un prototip de motocicleta de trial desenvolupat i pilotat per Sammy Miller entre el 1958 i el 1964 a partir del model estàndard de trial d'Ariel, l'HT5. Les seves característiques principals eren el motor de quatre temps monocilíndric refrigerat per aire de 497 cc, bastidor de bressol simple, frens de tambor i amortidors de forquilla convencional davant i telescòpics darrere. La moto destacava pel seu color blanc integral i la seva lleugeresa en comparació amb els models de quatre temps de la competència (AJS/Matchless, BSA, Royal Enfield, Norton i Triumph especialment), ja que pesava poc més de 100 kg.
El nom amb què es coneixia popularment aquest model, GOV 132, no era altra cosa que el seu número de matrícula i així ha passat a la història del trial, en què és probablement el model individual de motocicleta més famós de tots els temps.

## Història

### Les Ariel de trial
Ariel va desenvolupar els seus models de trial a partir de la gamma de carretera Red Hunter, una línia de motocicletes amb motor OHV de 350 i 500 cc que va estar disponible entre el 1932 i el 1959.
Les Ariel de trial es van comercialitzar entre el 1954 i el 1959 sota la denominació HT i s'oferien en dues versions: l'HT3 de 350 cc i l'HT5 de 500 cc. Per al motocròs, anomenat scramble a l'època, la marca disposava del model HS 500. Tant els models de trial com el de motocròs duien motors d'aliatge i bastidors especials per a competició: l'HS partia del mateix quadre que la Red Hunter de carretera, però fabricat amb tubs Reynolds i sense moltes de les peces de fosa estàndard, com ara els reposapeus del passatger; les HT, en canvi, duien un bastidor dissenyat específicament per al trial, amb suspensió posterior (Ariel va ser un dels darrers fabricants britànics a introduir aquesta millora en un model de trial) i una caixa de canvis modificada, tot i que era encara una de construcció separada del fabricant Burman.
El prototip d'allò que va esdevenir l'HT5 es va estrenar als Sis Dies d'Escòcia de 1955 i es va posar en producció a partir del setembre d'aquell any. El pes anunciat per Ariel era de 132 kg en sec, cosa que millorava clarament els 150 kg d'una AJS de 350 cc, per exemple. La versió de 1957 cubicava 497 cc i lliurava 25 CV a 6.000 rpm. Tot això feia que l'Ariel fos la motocicleta de trial de quatre temps més lleugera i potent del mercat. La roda anterior de les HT era de 21" i la posterior de 19 (fet força inusual a l'època), amb una distància al terra d'uns 22 cm. En total, de les HT se'n van arribar a fabricar només 500 unitats, 450 de les quals varen ser del model HT5.
Les HT5 de fàbrica no van obtenir gaire bons resultats durant la seva primera temporada, però amb el fitxatge de Ron Langston per a la temporada de 1956, la marca va començar a aconseguir els èxits que cercava.

### Sammy Miller i la GOV 132
De jove, Sammy Miller va combinar una reeixida carrera dins la velocitat, en què arribà a quedar tercer al mundial de 250cc el 1957, amb la pràctica de tota mena de modalitats motociclistes, entre elles el trial (de 1955 a 1957 en va guanyar tres campionats d'Irlanda). El 1957 va decidir centrar-se en aquesta disciplina i Ariel el va fitxar com a pilot oficial per a competir a la Gran Bretanya. Un cop dins l'equip del fabricant anglès, se li va assignar l'HT5 amb matrícula GOV 132, una motocicleta que s'havia estrenat com a unitat de l'equip de trial de la marca, encara sense suspensions, el 1949. De fet, la matrícula en si era de 1947, ja que Ariel retenia des dels anys de postguerra tres matrícules per al seu equip oficial de trial: GOV 130, 131 (pilotada per Bob Ray i, després, per Gordon Blakeway) i 132. Miller va conservar la matrícula GOV 132 fins al 1964, al costat d'una segona unitat de recanvi que duia la matrícula 786 GON.
Com a pilot oficial d'Ariel, Miller va guanyar sis campionats britànics de trial consecutius entre el 1959 i el 1964 i dues edicions dels Sis Dies d'Escòcia (1962 i 1964), a més de tres edicions del Scott Trial (1958, 1962 i 1963) i tres més del British Experts Trial (1959, 1962 i 1964) entre molts altres èxits. En total, entre el 1958 i el 1964 Sammy Miller va obtenir 500 victòries amb l'Ariel. Durant aquella etapa, el nord-irlandès va anar evolucionant l'HT5 oficial amb què competia fins a arribar a convertir-la en la que fou considerada la millor moto de trial de l'època.
Malgrat que l'Ariel HT5 es va deixar de produir a partir de 1959, quan el fabricant va abandonar els motors de quatre temps en favor dels de dos, Sammy Miller va continuar pilotant la GOV 132 amb èxit fins al 1964. La seva darrera victòria amb aquesta moto va ser al febrer d'aquell any, al British Experts Trial disputat a Llandrindod, Powys. Poc després, la relació del nord-irlandès amb Ariel es va acabar quan la marca va ser absorbida definitivament per BSA. Sammy Miller va haver de cercar aleshores una nova muntura i va ser aquí quan va entrar en escena Bultaco.

### L'aparició de la Bultaco Sherpa T
A mitjan 1964, Sammy Miller i Paco Bultó, l'amo de Bultaco, acordaren de col·laborar per a desenvolupar una nova motocicleta de trial de dos temps. Al novembre, mentre Miller provava el prototip de la futura Bultaco Sherpa T a la finca Sant Antoni de Cunit, li comentà a Bultó que no es trobava a gust sobre aquella lleugeríssima moto de dos temps i es mostrà refractari a signar amb la marca. El català, però, creia en la seva moto, així que aprofitant els seus contactes va fer que li portessin del Regne Unit la famosa Ariel GOV 132 de Miller. La moto arribà a Catalunya en només dos dies, i provant-la en les mateixes zones el resultat fou molt favorable a la Bultaco: amb l'Ariel, Miller fou incapaç de superar la "Rocky", la zona d'examen de la masia de Sant Antoni, mentre que amb la Sherpa la superà netament.
Sammy Miller tornà tot seguit al Regne Unit per a disputar algunes proves més amb l'Ariel, però convençut que l'era de les quatre temps s'acabava. Finalment, signà el contracte que l'unia a Bultaco per 2 milions de pessetes d'aleshores (uns 12.000 euros al canvi). El 1965, el nord-irlandès va estrenar en competició la nova Sherpa T de dos temps i 250 cc i la disciplina del trial va fer un tomb històric. En resum, mentre que la GOV 132 pesava 100 kg en la seva versió més lleugera i oferia 25 CV de potència, la nova Sherpa T en pesava 91 i oferia 20 CV, la qual cosa la feia molt més àgil i polivalent. L'aparició de la Sherpa T fou tan transcendental que les motocicletes de trial anteriors, entre elles l'Ariel GOV 132, es coneixen des d'aleshores com a "Pre-65".

### La fi de la GOV 132
Quan Sammy Miller va fitxar per Bultaco els va vendre les seves antigues Ariel als germans Rickman, aleshores importadors de la marca catalana al Regne Unit. La GOV 132 va canviar de propietari diverses vegades fins que el col·leccionista britànic Ralph Venables la va comprar. Com que en aquells moments la moto estava en mal estat de conservació i havia patit diverses modificacions que l'havien alterat considerablement, Venables va demanar-li a Sammy Miller que la hi reconstruís i la deixés tal com era en origen. Més tard, Venables va cedir la moto al National Motor Museum de Beaulieu (Hampshire), amb la condició que mai no havia de canviar de mans ni ser venuda.
Sammy Miller va construir més tard una rèplica de la GOV 132 per a poder exposar-la al seu museu de New Milton, Hampshire. El 2001, Miller va vendre aquella rèplica a un col·leccionista canadenc i, uns anys més tard, la moto va tornar al Regne Unit. Finalment, al desembre del 2015 el nord-irlandès la va tornar a comprar i el desembre del 2020 la va posar a la venda.

### L'Ariel 786 GON
Durant la seva etapa a Ariel, Sammy Miller va pilotar també en alguna ocasió un segon prototip, una mena de còpia de la GOV 132 que feia servir de recanvi. Aquesta segona unitat duia la placa de matrícula 786 GON i era pràcticament igual que la GOV 132. Després de diverses vicissituds iniciades quan els germans Rickman van decidir de vendre les dues Ariel de Miller el 1965, aquesta motocicleta va acabar essent adquirida pel col·leccionista italià Carlo Ramella, qui la conserva actualment a la seva residència, prop de Sestrieras. La moto es coneix popularment dins la història del trial com a "l'altra Ariel de Sammy" ("Sammy's other Ariel"). La 768 GON era també més lleugera que les de la competència, quasi tant com la GOV 132: pesava 111 kg.
Sammy Miller va crear també un model de competició d'enduro per a Ariel, tot partint d'una Arrow, per a participar-hi als ISDT. Més tard, va pilotar aquesta moto fins a arribar quasi al cim del Ben Nevis, fins que la neu el va obligar a aturar-se.

## Palmarès
Sammy Miller va obtenir els següents èxits amb l'Ariel GOV 132:
- 6 campionats britànics de trial (1959 - 1964)
- 2 victòries als Sis Dies d'Escòcia (1962 i 1964)
- 3 victòries a l'Scott Trial (1958, 1962 i 1963)
- 3 victòries al British Experts Trial (1959, 1962 i 1964)
- 161 victòries en proves nacionals i internacionals del campionat britànic (1958 - 1964)[21]
- 500 victòries en total (1958 - 1964)

## Característiques
Sammy Miller va començar el desenvolupament de l'HT5 tot modificant-ne la forquilla anterior i els acoblaments, escurçant així la distància entre eixos. A continuació, va eliminar el dipòsit d'oli separat (a partir d'aleshores l'oli estava contingut dins el mateix bastidor) i va alterar el basculant posterior i els suports de suspensió. Aquests canvis van requerir la construcció d'un bastidor completament nou amb tubs Reynolds 531, significativament més lleuger que el de sèrie (pesava uns 14 kg).
Un dels aspectes de la GOV 132 que més va treballar Sammy Miller va ser el del pes, el qual va reduir considerablement fins a arribar a la seva forma final de 1964. Algunes de les seves millores en aquest sentit varen ser la substitució del dipòsit de combustible, parafang anterior i conjunt seient-parafang posterior per uns de resina de fibra de vidre, fabricats per Butler Mouldings; l'ús d'altres peces especials per a les rodes, com ara les boixes més lleugeres, provinents del model de carretera d'Ariel Leader i els perns fabricats en titani; la perforació de molts components per tal de reduir-ne el pes i l'ús aliatges d'alumini lleugers per a molts dels components. Gràcies a aquests canvis, Miller va aconseguir rebaixar el pes inicial de l'HT5 en vora 30 kg, cosa que representava un clar avantatge envers les altres motos de trial de quatre temps, totes elles molt per damunt dels 100 kg. La GOV 132 incloïa altres innovacions, com ara la sortida d'escapament en angle per tal d'espolsar possibles fulles i brutícia enganxada al pneumàtic posterior.
Hi ha versions divergents sobre el pes mínim que va arribar a assolir la moto: a la seva obra de referència Motor-Cycle/Trials riding (1972), Max King va xifrar-lo en 100 kg; altres fonts el situen en 102, 108 o 115 kg. La versió amb què Sammy Miller va guanyar els Sis Dies d'Escòcia el 1962 pesava 109,8 kg (242 lliures). Cal dir que uns anys més tard, el 1967 (durant l'època del domini de les lleugeres motos de dos temps catalanes), Don Smith va provar la GOV 132 i la va descriure com a «maleïdament pesada» ("damn heavy").
Al capítol dedicat a la GOV 132 del seu llibre Classic British Trials Bikes (1985), l'historiador del motociclisme Don Morley va escriure: «[..]una alçada sobre el terra augmentada enormement, un pes mínim i no res a la moto que no sigui estrictament necessari. Tot això és part de la marca registrada de Miller, que ha estat copiada, tot i que poques vegades amb tant d'èxit, per tots els fabricants de motocicletes de trial des d'aleshores».

### Fitxes tècniques
Tot seguit es mostra la fitxa tècnica de la GOV 132 al costat de la del model originari, l'HT5 de sèrie, i la de l'altre prototip de Sammy Miller, la 786 GON.

#### Ariel HT5 500
| Ariel HT5 | Ariel HT5                                              |
| --- | ------------------------------------------------------ |
| | 500                                                    |
| Anys | 1954 - 1959                                            |
| CC | 497                                                    |
| Diàmetre x Carrera | 81,8 x 95 mm                                           |
| Compressió | 5,6:1                                                  |
| CV | 25 a 6.000 rpm                                         |
| Carburador | Amal Monobloc                                          |
| Canvi | 4 velocitats Relacions: 6,02:1; 9,46:1; 14,7:1; 19,3:1 |
| Suspensió davant | Telescòpica amb amortidors hidràulics                  |
| Suspensió darrera | Basculant amb amortidors hidràulics                    |
| Pneumàtic davant | 3,00 x 21                                              |
| Pneumàtic darrera | 4,00 x 19                                              |
| Frens davant | Tambor 178 mm                                          |
| Frens darrera | Tambor 178 mm                                          |
| Pes en sec | 132 kg                                                 |
| Capacitat dipòsit | 9,1 litres                                             |
| Dipòsit | Vermell i argentat                                     |
| \| • Dimensions \| \| -------------------------------------------------------------------------------------------------------------------------------------------------------- \| \| - Distància entre eixos: 1.346 mm - Llargada total: 2.032 mm - Amplada manillar: 685,8 mm - Alçada sobre el terra: 177,8 mm - Alçada del selló: 812,8 mm \| |                                                        |
| • Dimensions |                                                        |
| - Distància entre eixos: 1.346 mm - Llargada total: 2.032 mm - Amplada manillar: 685,8 mm - Alçada sobre el terra: 177,8 mm - Alçada del selló: 812,8 mm |                                                        |

#### Ariel GOV 132
Les dades reflectides corresponen a la versió de la GOV 132 de 1962.
| Ariel GOV 132 | Ariel GOV 132                                                                              |
| --- | ------------------------------------------------------------------------------------------ |
| | 500                                                                                        |
| Anys | 1957 - 1964                                                                                |
| CC | 497                                                                                        |
| Diàmetre x Carrera | 81,8 x 95 mm                                                                               |
| Compressió | 6,6:1                                                                                      |
| CV | ?                                                                                          |
| Carburador | Amal Monobloc                                                                              |
| Canvi | Burman separada de 4 velocitats                                                            |
| Suspensió davant | Forquilles telescòpiques hidràuliques Norton Roadholder amb juntures BSA escurçades        |
| Suspensió darrera | Basculant amb suports silent-block i greixatge de cadena incorporat. Amortidors Armstrong. |
| Pneumàtic davant | 2,75 x 21                                                                                  |
| Pneumàtic darrera | 4,00 x 19                                                                                  |
| Frens davant | Tambor 180 mm                                                                              |
| Frens darrera | Tambor 180 mm                                                                              |
| Pes en sec | 109,8 kg                                                                                   |
| Dipòsit | Blanc                                                                                      |
| \| • Dimensions \| \| --------------------------------------------------------------------------------------------- \| \| - Distància entre eixos: 1.334 mm - Alçada sobre el terra: 228,6 - Alçada del selló: 812,8 mm \| |                                                                                            |
| • Dimensions |                                                                                            |
| - Distància entre eixos: 1.334 mm - Alçada sobre el terra: 228,6 - Alçada del selló: 812,8 mm |                                                                                            |

#### Ariel 786 GON
| Ariel 786 GON | Ariel 786 GON                                                                              |
| --- | ------------------------------------------------------------------------------------------ |
| | 500                                                                                        |
| Anys | 1957 - 1964                                                                                |
| CC | 497                                                                                        |
| Diàmetre x Carrera | 81,8 x 95 mm                                                                               |
| Compressió | 8,5:1                                                                                      |
| CV | 24 a 5.800 rpm                                                                             |
| Carburador | Amal Monobloc                                                                              |
| Canvi | Burman separada de 4 velocitats Relacions: 6:1; 9,5:1; 14,7:1; 19,3:1                      |
| Suspensió davant | Forquilles telescòpiques hidràuliques Norton Roadholder amb juntures BSA escurçades        |
| Suspensió darrera | Basculant amb suports silent-block i greixatge de cadena incorporat. Amortidors Armstrong. |
| Pneumàtic davant | 2,75 x 21                                                                                  |
| Pneumàtic darrera | 4,00 x 19                                                                                  |
| Frens davant | Tambor 180 mm                                                                              |
| Frens darrera | Tambor 180 mm                                                                              |
| Pes en sec | 111 kg                                                                                     |
| Dipòsit | Blanc                                                                                      |
| \| • Dimensions \| \| -------------------------------------------------------------------------------------------------------------------------- \| \| - Distància entre eixos: 1.340 mm - Alçada sobre el terra: 220 mm - Alçada del selló: 810 mm - Angle de la direcció: 63,5º \| |                                                                                            |
| • Dimensions |                                                                                            |
| - Distància entre eixos: 1.340 mm - Alçada sobre el terra: 220 mm - Alçada del selló: 810 mm - Angle de la direcció: 63,5º |                                                                                            |